# 非洲河流列表
非洲的河流，以河流的出海口為基準，自尼羅河起以逆時針的方式陳列。

## 地中海
- 尼羅河 - 埃及, 蘇丹, 伊索比亞
  - 阿特巴拉河 - 蘇丹, 伊索比亞
  - 藍尼羅河 - 蘇丹, 伊索比亞
    - 迪德薩河 - 伊索比亞

  - 白尼羅河 - 蘇丹,南蘇丹 , 盧安達, 坦尚尼亞, 烏干達
    - 宰拉夫河 - 南蘇丹
    - 索巴特河- 南蘇丹
    - 加扎勒河- 南蘇丹
    - 維多利亞湖
      - 卡蓋拉河
- 穆盧耶河 - 摩洛哥

## 北大西洋
- 塞布河 - 摩洛哥
- 布賴格賴格河 - 摩洛哥
- 德拉河 - 阿爾及利亞, 摩洛哥
- 沃爾特河
- 尼日河
  - 索科托河
  - 卡杜纳河
  - 貝努埃河
  - 巴尼河
- 剛果河
  - 烏班吉河

## 赤道
- 剛果河
- 奧果韋河
- 朱巴河

## 南大西洋
- 奥兰治河
  - 法爾河
- 林波波河
  - 姆韋內濟河
  - 沙希河

## 印度洋
- 三比西河
  - 希雷河
- 馬普托河
  - 蓬戈拉河
- 圖蓋拉河
- 科馬提河
- 大魚河